# Aníbal Barros da Fonseca
Aníbal Barros de Fonseca arquitecto português.

## Obras
- Teatro Maria Matos em Lisboa[1]

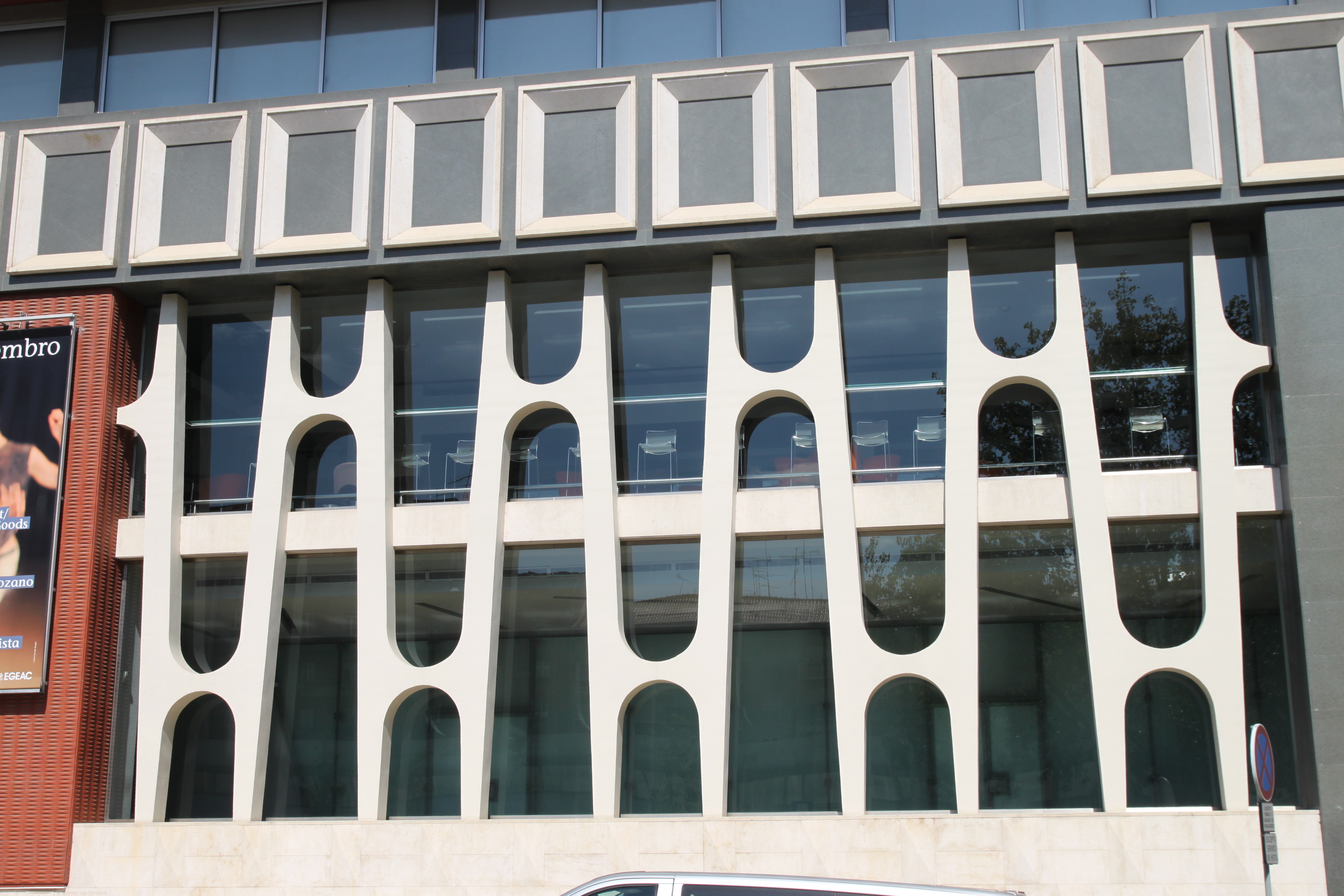
Teatro Municipal Maria Matos

- Piscina dos Olivais com Eduardo Paiva Lopes.[2]